# 439 (szám)
A 439 (római számmal: CDXXXIX) egy természetes szám, prímszám.

## A szám a matematikában
A tízes számrendszerbeli 439-es a kettes számrendszerben 110110111, a nyolcas számrendszerben 667, a tizenhatos számrendszerben 1B7 alakban írható fel.
A 439 páratlan szám, prímszám. Normálalakban a 4,39 · 102 szorzattal írható fel.
Szigorúan nem palindrom szám.
A 439 négyzete 192 721, köbe 84 604 519, négyzetgyöke 20,95233, köbgyöke 7,60014, reciproka 0,0022779. A 439 egység sugarú kör kerülete 2758,31835 egység, területe 605 450,87779 területegység; a 439 egység sugarú gömb térfogata 354 390 580,5 térfogategység.
A 439 helyen az Euler-függvény helyettesítési értéke 438, a Möbius-függvényé −1.